# Chloroclystis laticostatus
Chloroclystis laticostatus är en fjärilsart som beskrevs av Edward Meyrick 1891. Chloroclystis laticostatus ingår i släktet Chloroclystis och familjen mätare. Inga underarter finns listade i Catalogue of Life.